# PFM-1

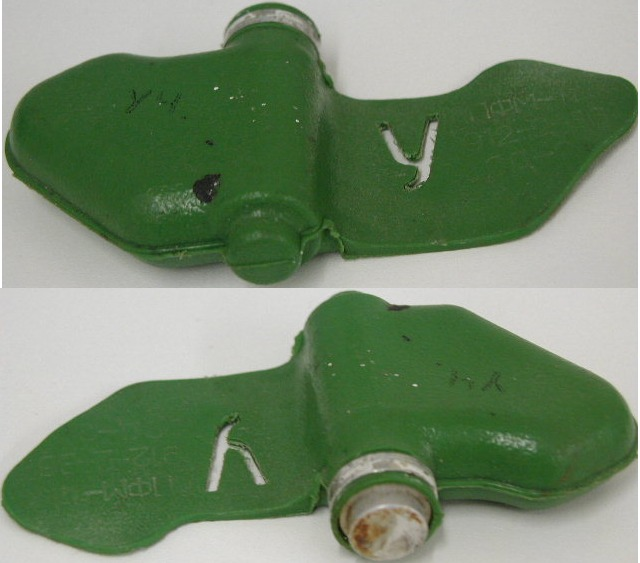
2-Seitenansicht der sowjetischen Antipersonenmine PFM-1; beide Modelle zeigen Unterrichtsmunition, gekennzeichnet durch das ausgestanzte kyrillische U

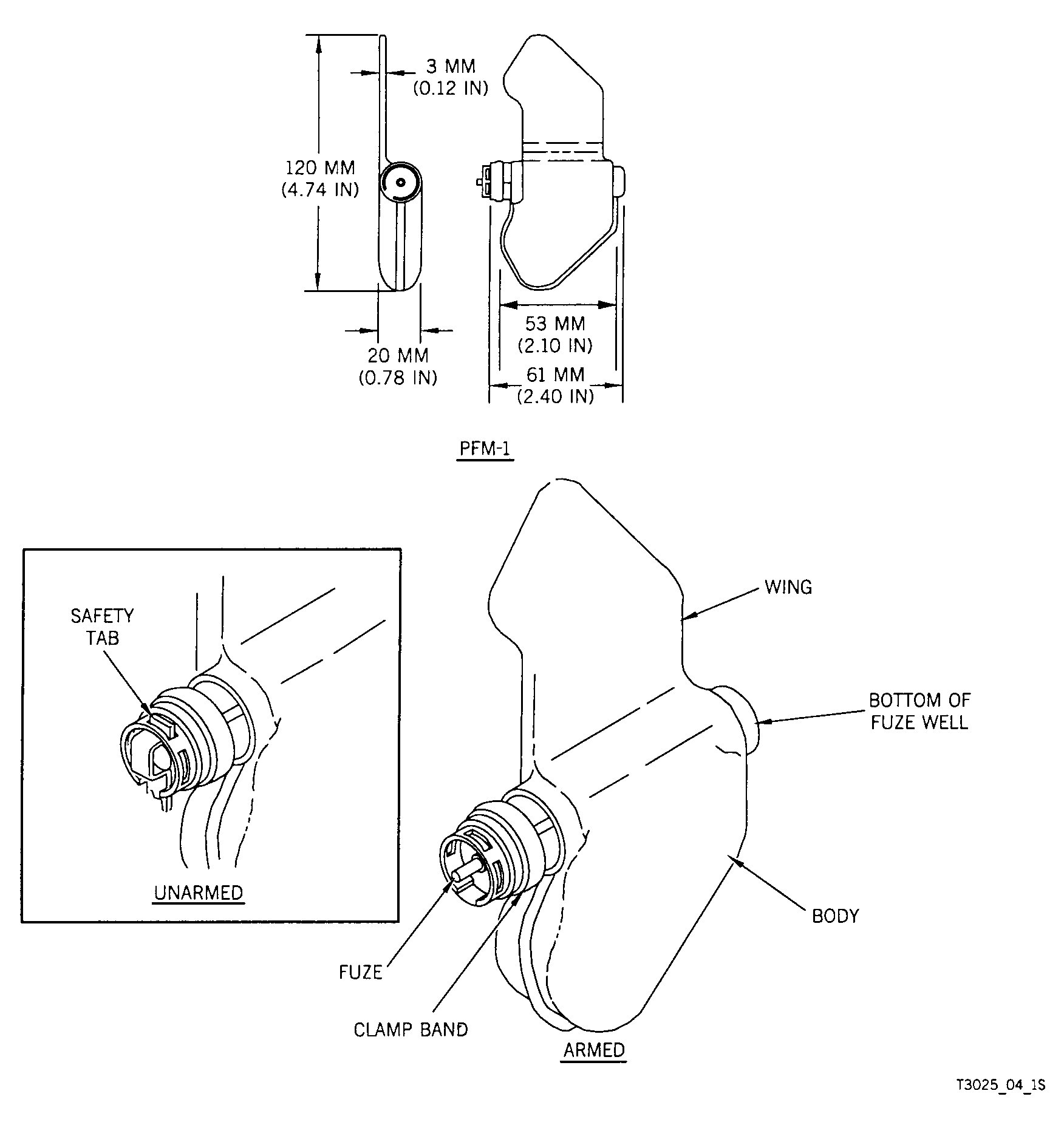
Skizze einer PFM-1

PFM-1 (russisch ПФМ-1, kurz für противопехотная фугасная мина ‚Schützenabwehr-Sprengmine‘, Spitzname Green Parrot, engl. „grüner Papagei“) ist eine in der Sowjetunion entwickelte Schmetterlingsmine; dabei handelt es sich um nach dem Ottawa-Abkommen von 1997 verbotene Antipersonenminen.
Das Modell PFM-1S besitzt einen Selbstzerstörungsmechanismus mit einer Ablaufdauer von etwa 24 Stunden.
Die seitlich angebrachten aerodynamischen Flächen bremsen den Fall der Mine und begünstigen ihre Ausbreitung über ein großes Gebiet. Der Sprengstoff in flüssiger Form ist in einem der beiden Flügel enthalten, der Zünder befindet sich in der Mitte. Die Mine ist ein fast exakter Nachbau der US-amerikanischen BLU-43/B.

## Abwurf
Die Minen können von Flugzeugen, Hubschraubern (je 144 Minen pro Kanister, ein Mil Mi-8 trägt beispielsweise zwei Kanister), Artillerieraketen (je 312 pro 220-mm-Rakete) oder 240-mm-Mörsergranaten (20 Minen pro Granate) aus abgeworfen werden. Sie verteilen sich im Wind über eine große nicht vorhersehbare Fläche. Die Minen sind zu je 20 Stück in einem nierenförmigen Metallbehälter in den Kanistern verpackt. Dieser befindet sich nach dem Abwurf meist in dem verminten Gebiet. Nach dem Abwurf schärfen sich die Minen nach einer vorgegebenen Zeit oder nach dem Aufschlag selbst; eine spezielle Konstruktion verhindert die verfrühte Explosion beim Aufprall auf dem Boden. Beim Abwurf wird ein Sicherungsstift gezogen, der die Minen paarweise im Abwurfbehälter gehalten hat, und der Hebel für die Scharfschaltung bewegt sich durch eine zähe Silikonflüssigkeit. Die Zündverzögerung beträgt so 60 bis 600 Sekunden und reicht vom Abwurf bis zum Liegenbleiben auf der Erdoberfläche aus.

## Zündung
Der gesamte Körper der Mine ist ein kumulativer Druckzünder, der bei 5 kg Druck die Mine detonieren lässt. Kumulativ bedeutet hierbei, dass ein einziger Druck (z. B. beim Treten auf die Mine) von 5 kg oder viele kleine Drücke nacheinander (z. B. beim Hantieren mit der Mine), die eine Summe von 5 kg erreichen, die Mine zünden. Die Mine zu berühren, ist also extrem gefährlich. Der Zünder löst eine kleine Metallkugel, die eine federgespannte Zündnadel freigibt, welche auf das Zündhütchen schlägt und so den Sprengstoff zündet.

## Einsatz
Gebiete, in denen diese Minen abgeworfen wurden, sind unter anderem: Afghanistan, Armenien, Aserbaidschan, Tschetschenien (durch die russische Armee), Irak (gegen die Kurdengebiete im Nordirak), Somalia und Eritrea (durch das äthiopische Militär, abgeworfen durch Hubschrauber) und ab 2022 in der Ukraine. Die Mine wurde auch auf Flächen des ehemaligen Truppenübungsplatzes Wittstock im Land Brandenburg gefunden.

### Afghanistan
Die PFM-1 kam in großem Umfang im Sowjetisch-Afghanischen Krieg zum Einsatz, wo sie innerhalb der Zivilbevölkerung zu einer erheblichen Zahl verstümmelter und toter Kinder führte. Aufgrund ihrer aerodynamischen Schmetterlingsform und der farbigen Lackierung wurde sie häufig mit einem Spielzeug verwechselt, wobei die Mine dann in den Händen der Kinder explodierte, was oft zu Kopfverletzungen führte, die regelmäßig tödlich waren. Unter anderem aus diesen Gründen wurde die PFM-1 zu einem der Hauptziele der International Campaign to Ban Landmines. 
Obwohl sie sicher nicht dafür intendiert waren, warf die New York Times in einem reißerischen Artikel unter dem Titel „Soviet Toys of Death“ der Sowjetunion vor, dass sie absichtlich so entworfen wurden, dass sie wie Kinderspielzeug aussehen.

### Ukraine
Minen dieses Typs wurden nach dem russischen Überfall auf die Ukraine eingesetzt. Berichte über den Abwurf von PFM-1-Minen durch russische Flugzeuge über Fluchtrouten bei Mariupol und an anderen Orten im März 2022 blieben schwer überprüfbar. In Charkiw wurde zur gleichen Zeit der Einsatz ebenfalls luftverlegter POM-3-Antipersonenminen offenbar mit ISDM-Raketenwerfern durch russische Truppen nachgewiesen. In der Nacht auf den 27. Juli 2022 kam es zu einem Massenabwurf, bei dem Tausende durch das Mehrfachraketenwerfersystem Uragan verschossene PFM-1-Minen über einem Wohngebiet in Donezk niederregneten. Wer für diesen Einsatz verantwortlich war und ob es sich um einen gezielten Angriff, eine False-Flag-Aktion oder ein Versehen handelte, lässt sich laut Vertretern von Human Rights Watch (HRW), die den Landmineneinsatz im Ukrainekrieg überwachen, nicht feststellen. Am 8. August 2022 berichtete der Militärnachrichtendienst des Vereinigten Königreichs, dass Russland entlang seiner Front bei Donezk und Kramatorsk Minen dieses Typs einsetze. Wegen ihres Alters seien diese Minen unzuverlässig und unberechenbar und eine Gefahr für die Zivilbevölkerung. Mitte August 2022 starb nach Angaben der ukrainischen Online-Zeitung Ukrajinska Prawda die russische Influencerin Semfira Sulaimanowa (* 1997), die als Kriegsjournalistin und Propagandistin unterwegs war, an ihren Verletzungen durch die Explosion einer „Lepestok PFM-Mine“ (Schmetterlingsmine) im Bezirk Kirowske nordöstlich von Donezk. Die russische Nachrichtenagentur Interfax bestätigte ihren Tod durch eine Landmine, nannte Typ und Herkunft der Mine allerdings nicht. Seit dem Vorfall Ende Juli 2022 gibt es eine massive Kampagne russischer Propagandamedien und Diplomaten, die der Ukraine einen Verstoß gegen das (von Russland anders als von der Ukraine nicht unterzeichnete) Ottawa-Abkommen durch den Einsatz von PFM-1-Minen vorwerfen. Mark Hiznay, der stellvertretende Leiter der Waffenkontrollabteilung von HRW, bekräftigte Mitte August, dass es bislang keine Beweise für einen Einsatz von Schmetterlingsminen seitens der ukrainischen Streitkräfte im Oblast Donezk gibt. Da die Minen praktisch nur durch ihre Zerstörung mittels gezielt herbeigeführter Explosion entsorgt werden können und isolierte Einzelfunde leicht manipulierbar und oft nicht glaubwürdig sind, lässt sich die Herkunft im Nachhinein vielfach nicht feststellen. Der russischen Seite hat die Organisation seit dem 24. Februar 2022 den Einsatz von mindestens sieben verschiedenen Typen von Antipersonenminen in vier verschiedenen Regionen der Ukraine nachgewiesen.
Human Rights Watch berichtete in einem Sachstandsbericht zum Landmineneinsatz in der Ukraine vom 13. Juni 2023, dass die russische Armee „seit Februar 2022 zumindest 13 Typen von Antipersonen-Landminen eingesetzt hat“. Auch die ukrainische Armee habe in den Sommermonaten 2022 wiederholt Antipersonenminen mit Hilfe von Marschflugkörpern bei Kämpfen um die Stadt Isjum eingesetzt, die zu dieser Zeit von der russischen Armee kontrolliert wurde.